# Heaven Beside You
"Heaven Beside You" pjesma je američkog rock sastava Alice in Chains i drugi singl s njegova trećeg studijskog albuma, Alice in Chainsa (iz 1995.). Pjesmu je napisao gitarist i pjevač Jerry Cantrell o svojoj vezi s tadašnjom djevojkom, Courtney Clarke. Cantrell je glavni pjevač, a Layne Staley pjeva harmonije tijekom refrena. Singl je proveo 26 tjedana na Billboardovoj ljestvici Mainstream Rock Tracks, na kojoj se pojavio na trećem mjestu. Akustična inačica odsvirana na koncertu MTV Unplugged 1996. godine objavljena je kao koncertni album i DVD. "Heaven Beside You" pojavio se i na kompilacijama Music Bank (iz 1999.), Greatest Hits (iz 2001.) i The Essential Alice in Chains (iz 2006.).

## Glazbeni stil
Pjesma je umjerena tempa, što je u suprotnosti s bržim i općenito žešćim pjesmama na Alice in Chainsu, kojih je uglavnom više.

## Tekst pjesme
Jerry Cantrell napisao je "Heaven Beside You" nakon što je prekinuo s Courtney Clarke, djevojkom s kojom je bio u vezi sedam godina. Cantrell nije ostao vjeran ženi koju je opisao "najljepšom djevojkom koju sam ikad vidio"; dodao je: "I dalje je volim, ali sam previše poput jebenog vuka – ubij, napadni, kreni dalje... Teško je kad si naviknut na takvo ponašanje. Ne možeš hrastu reći da bude bor."
U knjižici priloženoj uz box set Music Bank iz 1999. godine Cantrell je o pjesmi izjavio: 

## Objava i recenzije
"Heaven Beside You" objavljena je 1996. kao singl. Pojavio se na 52. mjestu ljestvice Billboard Hot 100 Airplay, što je drugo najviše mjesto koje je singl Alice in Chainsa zauzeo na toj ljestvici nakon singla za pjesmu "No Excuses". "Heaven Beside You" našao se i na trećem mjestu Billboardove ljestvice Mainstream Rock Tracks i šestom mjestu Billboardove ljestvice Modern Rock Tracks. "Heaven Beside You" u Ujedinjenom je Kraljevstvu ušao u najviših 40 mjesta.
AllMusicov Steve Huey komentirao je da je pjesma "jedan od najboljih radova grupe." Ned Raggett, također iz AllMusica, komentirao je da pjesma "nastavlja u stilu Jar of Fliesa jer se sastoji od glavnog akustičnog rifa i uglavnom skromne prezentacije", a nakon toga je dodao da je "Cantrellova izvedba na električnoj gitari [u pjesmi] jedna od njegovih najboljih; odmaknuo se od snažnih udara feedbacka po kojima je prije bio poznat kako bi pronašao novi, teksturirani stil koji je uravnotežio glasnoću s bogatijim, ne toliko surovim načinom sviranja."

## Glazbeni spot
Glazbeni spot za "Heaven Beside You" objavljen je 1996. godine, a režirao ga je Frank W. Ockenfels III. Videozapis je dostupan na kućnom videouratku Music Bank: The Videos.

## Izvedbe na koncertima
Alice in Chains odsvirao je akustičnu inačicu pjesme tijekom svog koncerta u sklopu serijala MTV Unplugged 1996. godine, a taj je nastup uvršten na koncertni album Unplugged i DVD.

## U ostalim medijima
Pjesma je 12. siječnja 2010. postala dostupna za preuzimanje u sklopu serijala videoigri Rock Band. Postala je dostupna za preuzimanje i 12. prosinca 2017. u sklopu videoigre Rocksmith 2014.

## Popis pjesama
| Prva inačica | Prva inačica                           | Prva inačica | Prva inačica | Prva inačica | Prva inačica | Prva inačica | Prva inačica | Prva inačica | Prva inačica |
| Br.          | Skladba                                | Trajanje     |              |              |              |              |              |              |              |
| ------------ | -------------------------------------- | ------------ | ------------ | ------------ | ------------ | ------------ | ------------ | ------------ | ------------ |
| 1.           | »Heaven Beside You« (skraćena inačica) | 3:58         |              |              |              |              |              |              |              |
| 2.           | »Heaven Beside You«                    | 5:27         |              |              |              |              |              |              |              |
| 3.           | »Would?« (uživo)                       | 3:27         |              |              |              |              |              |              |              |
| 4.           | »Rooster« (uživo)                      | 6:15         |              |              |              |              |              |              |              |
| 5.           | »Junkhead« (uživo)                     | 5:09         |              |              |              |              |              |              |              |
| 24:16        |                                        |              |              |              |              |              |              |              |              |

| Druga inačica | Druga inačica              | Druga inačica | Druga inačica | Druga inačica | Druga inačica | Druga inačica | Druga inačica | Druga inačica | Druga inačica |
| Br.           | Skladba                    | Trajanje      |               |               |               |               |               |               |               |
| ------------- | -------------------------- | ------------- | ------------- | ------------- | ------------- | ------------- | ------------- | ------------- | ------------- |
| 1.            | »Heaven Beside You«        | 5:27          |               |               |               |               |               |               |               |
| 2.            | »Angry Chair« (uživo)      | 4:24          |               |               |               |               |               |               |               |
| 3.            | »Man in the Box« (uživo)   | 5:46          |               |               |               |               |               |               |               |
| 4.            | »Love, Hate, Love« (uživo) | 7:50          |               |               |               |               |               |               |               |
| 23:27         |                            |               |               |               |               |               |               |               |               |

## Zasluge
| Alice in Chains - Jerry Cantrell – glavni vokali, gitara - Layne Staley – prateći vokali - Mike Inez – bas-gitara - Sean Kinney – bubnjevi, udaraljke | Ostalo osoblje - Toby "Hobee" Wright – produkcija (pjesama 1 i 2 na prvoj inačici, prve pjesme na drugoj inačici) - Tony Wilson – produkcija (pjesama 3, 4 i 5 na prvoj inačici, 2, 3 i 4 na drugoj inačici) - Mike Walter – tonska obrada (pjesama 3, 4 i 5 na prvoj inačici, 2, 3 i 4 na drugoj inačici) - Doug Erb – dizajn - Grandville – ilustracije |

## Ljestvice
| Ljestvica (1996.)                   | Najviša Pozicija |
| ----------------------------------- | ---------------- |
| Australija                          | 60.              |
| European Hot 100 Singles            | 94.              |
| Kanada (Rock/Alternative)           | 22.              |
| SAD (Alternative Songs)             | 6.               |
| SAD (Hot 100 Airplay (Radio Songs)) | 52.              |
| SAD (Mainstream Rock)               | 3.               |
| Ujedinjeno Kraljevstvo              | 35.              |

## Vanjske poveznice
- Recenzija pjesme "Heaven Beside You" na AllMusicu
- Službeni glazbeni spot pjesme na YouTubeu